# Kipar
Kipár (ž. kipárka) je umetnik, ki deluje na področju kiparstva.